# Xương Văn quân
Xương Văn quân (chữ Hán: 昌文君; trị vì: 223 TCN), có thể là Công tử Điên nước Sở, tính Mị thị Hùng (熊), tên Điên (颠), là vị vua thứ 44 và là vua cuối cùng nước Sở – chư hầu nhà Chu trong lịch sử Trung Quốc.
Sử sách đề cập danh hiệu khác nhau về vị vua cuối cùng của nước Sở. Sử ký xác định Xương Bình quân mới là người được Hạng Yên lập làm vua kế tục sau khi Sở vương Phụ Sô bị bắt. Tuy nhiên các sử gia hiện đại lại khẳng định Tư Mã Thiên nhầm lẫn: vị vua cuối cùng này là Xương Văn quân chứ không phải Xương Bình quân.
Xương Bình quân là công tử nước Sở. Khi Tần vương Chính mới lên ngôi, Xương Văn quân đang ở nước Tần.
Năm 238 TCN, ông cùng Xương Bình quân dẹp loạn Lao Ái. Nhờ có công, ông được phong tước Xương Văn quân.
Các sử gia hiện đại xác định năm 226 TCN, Xương Văn quân làm loạn ở nước Tần rồi trở về nước Sở. Sau khi Sở vương Phụ Sô bị quân Tần bắt, ông được Hạng Yên lập lên ngôi để tiếp tục chống Tần, duy trì nước Sở. Còn Xương Bình quân cũng trở về nước Sở và mất trong năm 226 TCN.
Tuy nhiên thế lực nước Sở khi Xương Văn quân lên ngôi đã rất nhỏ yếu, không còn khả năng kháng cự sự đánh chiếm của nước Tần. Tướng Tần là Vương Tiễn tiếp tục tiến về phía đông và phía nam, đánh bại quân Sở. Xương Văn quân bị tử trận. Hạng Yên tuyệt vọng bèn tự vẫn. Nước Sở hoàn toàn bị tiêu diệt.
Nước Sở từ thời Sở Hùng Dịch được Chu Thành vương phong đến Xương Văn quân gồm có 44 vua thuộc 33 thế hệ.